# Route départementale 448 (Essonne)
Pour les articles homonymes, voir Route départementale 448.
La route départementale 448 est une route départementale située dans le département français de l'Essonne et dont l'importance est aujourd'hui restreinte à la circulation routière locale. Elle reprend le tracé de l'ancienne route nationale 448 entre Corbeil-Essonnes et Vigneux-sur-Seine.

## Histoire
L'ancienne route nationale 448 fut déclassée en 2006 et devint la route départementale 448 entre Montgeron et Corbeil-Essonnes et la route départementale 948 entre Le Coudray-Montceaux et Oncy-sur-École.

## Itinéraire
La route nationale 446 reliait autrefois Villeneuve-le-Roi, l'intersection entre la Seine et la route nationale 6 à Malesherbes et la Loire au sud. Déclassée, elle relie aujourd'hui pour son parcours essonnien la route nationale 6 à Montgeron et la route nationale 7 à Corbeil-Essonnes.
- Montgeron, la RD 448 entame son parcours à l'intersection entre la route nationale 6 et la route départementale 50, à la frontière du département du Val-de-Marne et la commune de Villeneuve-Saint-Georges. Elle prend l'appellation Route de Corbeil et longe la RN 6. Un tunnel permet son passage sous la ligne classique Paris - Marseille empruntée par la ligne D du RER d'Île-de-France. Un second pont routier lui permet de passer sous la RN 6 avant d'arriver au Carrefour de la Glacière et de quitter Montgeron.
- Vigneux-sur-Seine, elle entre dans la commune à l'est et prend l'appellation Rue Henri Barbusse jusqu'à la Place Charles de Gaulle où elle devient l'Avenue Henri Barbusse, elle traverse le centre-ville et la Place de l'Arbre de la liberté avant de quitter la commune.
- Draveil, elle conserve l'appellation précédente puis est rejointe à la Place de la République par la route départementale 931, elle continue son parcours, traverse la Place d'Oberkirch, passe à proximité de l'hôpital Joffre-Dupuytren où elle est rejointe par la route départementale 31. Cette dernière partage une partie du parcours jusqu'au lieu-dit Champrosay où elle se séparent. La RD 448 prend alors l'appellation de Rue Alphonse Daudet jusqu'à sa sortie du territoire.
- Soisy-sur-Seine, elle entre au nord et prend l'appellation d' Avenue de la Libération avant d'être scindée en deux voies à l'entrée dans le centre-ville, l'une prend l'appellation de Boulevard de la République et passe par la Place du Général Leclerc, l'autre est nommée Rue Eugène Warin, Rue des Francs-Bourgeois et Rue Notre-Dame. Après la réunion, elle devient l' Avenue du Général de Gaulle avant de quitter la commune.
- Étiolles, elle entre sur le territoire au nord et prend l'appellation d'Avenue de la Fontaine aux Souliers jusqu'au Carrefour des Coudrays où elle est rejointe par la route départementale 93. Elle poursuit au sud et est rejointe par la route départementale 331 puis arrive à l'échangeur autoroutier avec la route nationale 104 et passe en dessous pour quitter la commune.
- Saint-Germain-lès-Corbeil, elle fait un court passage sous l'appellation précédente avant  de quitter le territoire.
- Corbeil-Essonnes, elle entre par le nord par des rues étroites, Rue Waldeck-Rousseau puis  Rue du 14 juillet. Ces deux rues sont balisées comme parcours de la véloroute EuroVelo 3. Elle est rejointe par la route départementale 947 et la route départementale 446 avec qui elle partage le Pont de l'Armée Patton pour traverser la Seine. Elle quitte la RD 446 pour suivre le tracé de la route départementale 191 sous l'appellation Rue Saint-Spire. La Place Jean Moulin les fait prendre le nom de Boulevard Henri Dunant jusqu'à la jonction avec la Route nationale 7.

## Galerie

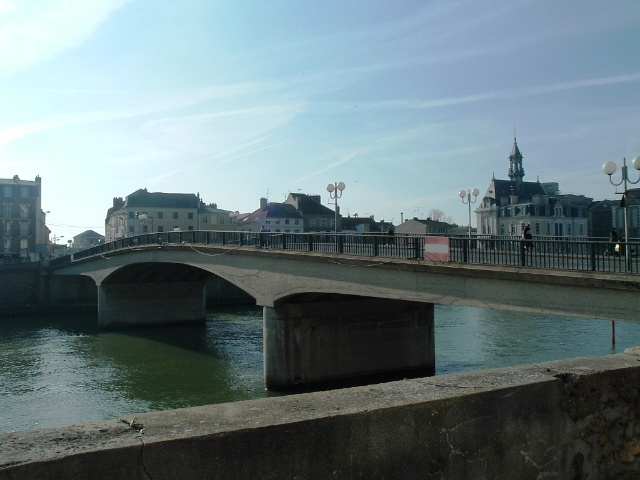
Le pont de l'Armée Patton sur la Seine à Corbeil-Essonnes.

## Pour approfondir